# Championnat d'Amérique du Nord de voitures de tourisme
Le North American Touring Car Championship était une série de course de voiture de tourisme utilisant la Supertourisme formule qui a couru en Amérique du Nord en 1996 et 1997. La série a été financée en partie par Gerald Forsythe, propriétaire d'IndyCar  avec la participation d'Alan Gow de la série Supremo. Il a nommé son vice-président des opérations commerciales, au Canada Roger Elliott pour exécuter les opérations, dont le siège est à Tampa en Floride. L'équipe d'ingénierie d'usine Dodge Stratus avec équipage par PacWest Racing et l'équipe Honda Accord par TC Kline Racing a dominé la série comme ils étaient l'une des seules tenues vraiment professionnellement pour le championnat. La série soutien les courses CART. Bien que populaire auprès des fans, la série a lutté pour attirer des équipes, avec la pour la plupart des courses de la saison 1996 avec 11 ou 12 participants. En 1997, encore moins de participants avec seulement 9 ou 10 voitures sur la piste pour la plupart des courses. La série n'a pas été poursuivi pour 1998.

## Palmarès
| Saison | Pilote vainqueur              | Constructeur vainqueur |
| ------ | ----------------------------- | ---------------------- |
| 1996   | Randy Pobst (Honda Accord)    | Honda                  |
| 1997   | David Donohue (Dodge Stratus) | Honda                  |